# Außenwirtschaftliches Gleichgewicht
Das außenwirtschaftliche Gleichgewicht ist im Rahmen der Außenwirtschaftstheorie ein Staatsziel, das den Ausgleich der Leistungsbilanz voraussetzt.

## Allgemeines
Da die Außenwirtschaftstheorie und die Realität im Welthandel für alle Staaten kein außenwirtschaftliches Gleichgewicht erkennen lassen, gibt es stets sowohl Exportnationen („Exportweltmeister“) als auch importlastige Staaten. Im Jahre 2015 wiesen weltweit 123 Staaten ein Handelsbilanzdefizit, aber lediglich 62 Staaten einen Handelsbilanzüberschuss aus. Beiden fehlt es am außenwirtschaftlichen Gleichgewicht, denn auch der Handelsbilanzüberschuss ist ein Ungleichgewicht. Gleichgewicht bedeutet, dass der Saldo der Ausgaben aus Importen und der Einnahmen aus Exporten mittelfristig „null“ ist.
Dabei geht es bei der Forderung nach dem außenwirtschaftlichen Gleichgewicht darum, dass die wirtschaftliche Entwicklung eines Staates nicht durch schädliche Außenhandelsbeziehungen belastet wird. Bei export- und importlastigen Staaten könnten Maßnahmen erforderlich werden, wenn der importierende Staat ein Handelsbilanzdefizit aufweist, das sich auch mittelfristig durch Abwertung nicht abbaut. Dieser Staat kann sich nicht anders wehren, als Importe zu beschränken und/oder eigene Exporte durch Außenhandelsinstrumente zu fördern. Gelingt dies nicht, droht den importlastigen Staaten hohe Staatsverschuldung mit der Gefahr des Staatsbankrotts, während exportlastige Staaten zwar zunächst Staatsvermögen anhäufen. Hierunter befinden sich jedoch Exportforderungen gegen importlastige Staaten, die einen Forderungsausfall bei exportlastigen Staaten auslösen, welche dadurch einen Forderungsverlust aus Abschreibung hinnehmen müssen.

## Ursachen
Schädliche Außenwirtschaftsbeziehungen können entstehen bei:
- ständig negativer Leistungsbilanz bzw. negativem Außenbeitrag, da dies zu 
  - einer Verschuldung des defizitären Staates führt, der diese mangels eigener Exporte nicht wieder ausgleichen kann,
  - einer hohen Arbeitslosigkeit im defizitären Land führen kann, da im Inland nicht hinreichend Ware produziert wird;
- ständig positiver Leistungsbilanz bzw. positivem Außenbeitrag, da dies zu 
  - Inflation im Überschussland führen kann, wenn nicht hinreichend Kapazitäten zur Produktion bestehen,
  - hohen Forderungen des Überschusslandes an defizitäre Staaten führt, die eventuell dann ausfallen.

Eine Politik, die heimische Probleme auf Kosten anderer Staaten zu lösen versucht (genauer: zu Lasten der Außenhandelspartner), nennt man auch beggar-thy-neighbour-policy oder schlicht Protektionismus, wenn es zu massiven Importbeschränkungen kommt.

## Zahlungsbilanzbezogene Definitionen
Im Rahmen der Zahlungsbilanz wird der Begriff jeweils für zwei unterschiedliche Zahlungsbilanzsituationen verwendet:
- Eine ausgeglichene Leistungsbilanz.
- Der Außenbeitrag (das heißt Handels- und Dienstleistungsbilanzsaldo) deckt den Saldo der Bilanz der laufenden Übertragungen.

Von einem außenwirtschaftlichen Gleichgewicht wird jeweils gesprochen, wenn ein derartiger Ausgleich im mehrjährigen Durchschnitt vorliegt.

## Deutschland
Außenwirtschaftliches Gleichgewicht wird in § 1 StabG verlangt, wonach Bund und Länder bei ihren wirtschafts- und finanzpolitischen Maßnahmen die Erfordernisse des gesamtwirtschaftlichen Gleichgewichts zu beachten haben. „Die Maßnahmen sind so zu treffen, dass sie im Rahmen der marktwirtschaftlichen Ordnung gleichzeitig zur Stabilität des Preisniveaus, zu einem hohen Beschäftigungsstand und außenwirtschaftlichem Gleichgewicht bei stetigem und angemessenem Wirtschaftswachstum beitragen“. Bei außenwirtschaftlichen Störungen des gesamtwirtschaftlichen Gleichgewichts, deren Abwehr durch binnenwirtschaftliche Maßnahmen nicht oder nur unter Beeinträchtigung der in § 1 StabG genannten Ziele möglich ist, hat die Bundesregierung gemäß § 4 StabG „alle Möglichkeiten der internationalen Koordination zu nutzen. Soweit dies nicht ausreicht, setzt sie die ihr zur Wahrung des außenwirtschaftlichen Gleichgewichts zur Verfügung stehenden wirtschaftspolitischen Mittel ein“. Deutschland müsste zur Erfüllung dieses Gesetzes entweder aufwerten (Hindernis: beim Euro einseitig nicht möglich) oder intern aufwerten (Lohnerhöhungen in allen Exportbranchen), Exportzölle erheben (Hindernis: die Zollunion) oder die komparativen Kostenvorteile umsetzen und den Handelspartnern ganze Wirtschaftszweige überlassen. Diese wirtschaftspolitischen Mittel sind jedoch geeignet, den Freihandel zu beschränken.

## International
Die EU-Kommission geht in den EU-Mitgliedstaaten von einem außenwirtschaftlichen Gleichgewicht aus, solange der Leistungsbilanzüberschuss oder das –defizit innerhalb von 3 Jahren den Schwellenwert von 6 % des Bruttoinlandsprodukts nicht überschreitet. Nur wenige Staaten überschritten 2017 diese Schwelle hinsichtlich des Leistungsbilanzüberschusses, nämlich Malta (+ 13,6 %), Niederlande (+ 10,5 %), Schweiz (+ 9,8 %), Irland (+ 8,5 %), Deutschland (+ 7,9 %), Dänemark (+ 7,6 %) und Slowenien (+ 7,1 %). Lediglich die Niederlande, Schweiz, Deutschland und Dänemark überschritten diese Schwelle auch 3 Jahre lang. Ein Leistungsbilanzdefizit wiesen unter anderem die Türkei (- 5,6 %), Großbritannien (- 3,8 %) oder die USA (- 2,3 %) auf.